# Christoph-Antoine Gerle

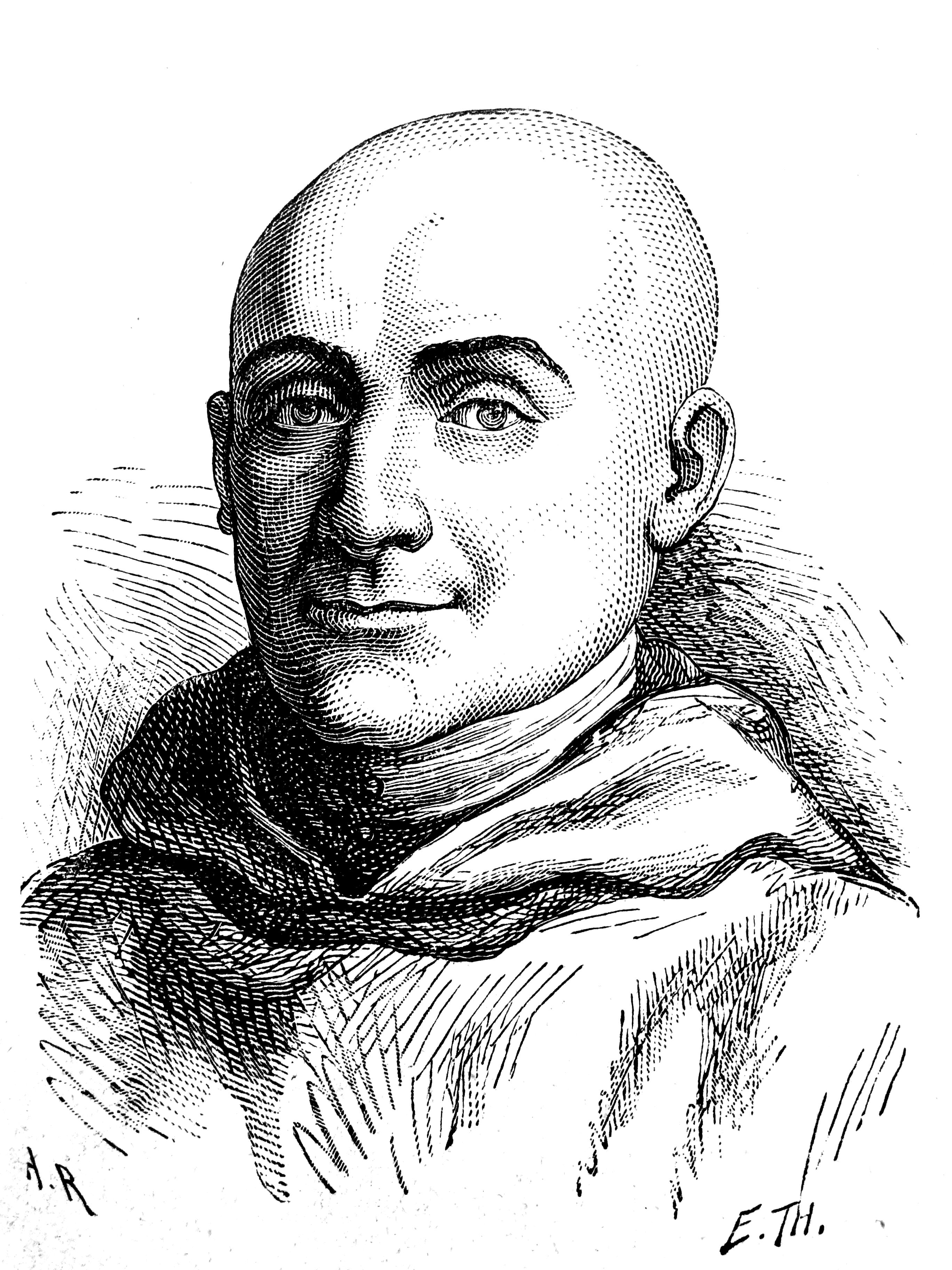
Dom Gerle (Stich aus dem Album du Centenaire)

Christoph-Antoine Gerle (* 25. Oktober 1736 in Riom, Auvergne; † 17. November 1801 in Paris) war ein französischer Revolutionär und Mystiker. Er wurde von Zeitgenossen auch Dom Gerle genannt oder als Christophe Antoine Gerle Chalini geführt.

## Leben

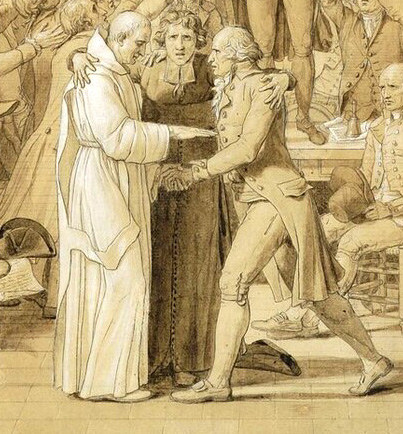
Ausschnitt von Der Ballhausschwur, Gerle links neben Grégoire und Rabaut Saint-Étienne den Eid schwörend

Als junger Mensch trat er den Kartäusern bei. Er wurde Prior von Laval-Dieu in Le Perche und später in Pont-Sainte-Marie bei Moulins. Er wurde am 21. März 1789 zum stellvertretenden Abgeordneten des zweiten Stands in die Nationalversammlung gewählt. Obwohl er bis zum Ballhausschwur nur stellvertretender Abgeordneter war und keinen festen Sitz hatte, wurde er auf dem berühmten Gemälde Der Ballhausschwur (Serment du Jeu de Paume) von Jacques-Louis David verewigt: Gerle ist einer der drei Männer im Vordergrund, die die Eidesformel sprechen. Am 11. Dezember 1789 löste er den M. de Labastide ab und nahm somit dessen Sitz ein. Am 12. April 1790 schlug er vor, die katholische Religion als die immerwährende einzige Nationalreligion zu verankern; einen Antrag, den er anschließend wieder zurückzog.
1792 wurde er Abgeordneter der Stadt Paris. Unter der Terrorherrschaft stellte ihm Robespierre ein sogenanntes certificat de civisme aus, welches ihm staatsbürgerliche Rechte bestätigte.
Während der Wirren der französischen Revolution entwickelte Gerle einen starken Hang zum Mystizismus, die er mit den Ideen der Revolution vermischte. Die Ideen von Catherine Théot wurden für Gerle attraktiv. Diese war eine Mystikerin, die von sich behauptete, die Jungfrau Maria oder die biblische Eva zu sein. Maximilien Robespierre wurde von Gerle als Messias angesehen. Die Aktivitäten von Theot waren nur von kurzer Dauer.
Der Kult des höchsten Wesens (Théotisten), der von Robespierre betrieben wurde, war eine Waffe in den Händen seiner Gegner. Kurz nach dem Fest des höchsten Wesens fertigte  Marc Guillaume Alexis Vadier einen Bericht für den Konvent an, in dem er aufrief, Théot, Gerle und andere zu verfolgen. Sie wurden festgenommen, ins Gefängnis geworfen und nach Robespierres Entmachtung (9. Thermidor) offensichtlich vergessen.
Catherine Théot starb im Gefängnis, doch Gerle wurde vom Direktorium begnadigt und war Herausgeber des Messager du soir. Später arbeitet er im Büro des Innenministers Pierre Bénézech (1775–1802). Man nimmt an, dass er Christine Raffet heiratete, die Tante des Künstlers Denis Raffet.